# Nils Svenningsen
Nils Svenningsen (* 28. März 1894 in Stockholm; † 20. Oktober 1985 in Kopenhagen) war ein dänischer Jurist und Diplomat.

## Leben und Wirken
Die Familie Svenningsen zog 1901 von Stockholm nach Kopenhagen, der Vater von Nils Svenningsen war Norweger, die Mutter eine Schwedin. Nach einer Reifeprüfung 1911 studierte er Rechtswissenschaft an der Universität Kopenhagen und legte 1917 das erste juristische Staatsexamen ab. Anschließend trat er in den Staatsdienst ein. Nach kurzer Tätigkeit u. a. im Justizministerium trat er 1921 in den dänische Außenministerium ein. 1921/22 nahm er an den deutsch-dänischen Verhandlungen im Zusammenhang mit der nach der Volksabstimmung von 1920 vollzogenen Abtretung Nordschleswigs an Dänemark teil. 1924 begann seine Tätigkeit als Legationssekretär an der dänischen Botschaft in Berlin. Im Jahre 1930 kehrte er nach Kopenhagen zurück, nachdem er in Deutschland eingehende Kenntnisse über die deutsche Sprache und Land und Leute erworben hatte. Im Außenministerium avancierte Svenningsen zum Abteilungsleiter und hatte in diesem Zusammenhang mit deutsch-dänischen Handelsbeziehungen zu tun. Nach der deutschen Besetzung Dänemarks 1940 kamen Svenningson weitere wichtige Aufgaben bei den Verhandlungen mit der deutschen Besatzungsmacht zu. In diesen Zusammenhang gehörte auch die Versorgung der deutschen Flüchtlinge in Dänemark.
Nach dem Zweiten Weltkrieg wurde Svenningson von 1945 bis 1950 Gesandter bzw. Botschafter in Stockholm. Nach kurzer diplomatischer Tätigkeit in Paris (1950/51) wurde er dann Direktor des dänischen Außenministeriums und war in dieser Funktion u. a. an den Verhandlungen über die Bonn-Kopenhagener Erklärungen über die Rechte der beiderseitigen nationalen Minderheiten nördlich und südlich der deutsch-dänischen Grenze beteiligt. 1961 wurde er zum Botschafter in Großbritannien ernannt, 1962 zugleich auch zum Botschafter in Irland. 1964 trat er in den Ruhestand.

## Veröffentlichungen
- Udenrigsministeren. In: Viggo Kampmann/Julius Bomholt (Hrsg.): Bogen om H. C. Hansen. Forl. Fremad, København 1961, S. 173–204.

- Danmarks besættelse 1940–45. In: Nordisk Tidsskrift for International Ret, Bd. 37 (1967), S. 105–150.
- Danmarks status efter den tyske besættelsesaktion den 9. april 1940. In. Nordisk Tidsskrift for International Recht, Bd. 39 (1969), S. 11–27.
- Nogle bemærkninger til Henning Poulsens doktordisputats vedrørende besættelsesårene 1940–1945. In: Historie / Jyske Sammlinger, Neue Reihe, Bd. 9 (1970–1972), H. 2, S. 297–315.

- (mit Paul Fischer): Den danske udenrigstjeneste. Bd. 2: 1919–1961. Schultz, København 1970 (Geschichte des dänischen auswärtigen Dienstes).
- Danmarks status efter 9. April 1940 og Dr. P. Munchs politik. In: Historisk Tidsskrift, 12. Reihe, Bd. 5 (1971), H. 2, S. 343–370.
- Dansk-tysk mindretalsordning 1955. Tilblivelse og form. In: Helge Larsen (Hrsg.): Festskrift til Troels Fink. Odense Universitetsforlag, Odense 1982, S. 197–210, ISBN 87-7492-360-9.